# Paraopeba
Paraopeba là một đô thị thuộc bang Minas Gerais, Brasil. Đô thị này có diện tích 625,053 km², dân số năm 2007 là 22204 người, mật độ 36,6 người/km².